# Лангенлойба-Нідергайн
Лангенлойба-Нідергайн (нім. Langenleuba-Niederhain) — громада в Німеччині, розташована в землі Тюрингія. Входить до складу району Альтенбургер-Ланд. Складова частина об'єднання громад Віраталь.
Площа — 39,65 км2. Населення становить 1739 ос. (станом на 31 грудня 2021).